# Terence Blanchard
Terence Blanchard (New Orleans, 1962. március 13. –) négyszeres Grammy-díjas amerikai trombitás, zeneszerző, karmester, hangszerelő.

## Pályafutása
Blanchard zenész családból származik; apja a Harlem Harmony Kings tagja volt. Klasszikus zenei képzést kapott, négyévesen kezdett zongorázni, aztán már trombitálni is tanult, 15 éves korától pedig zeneszerzést  tanult (New Orleans Center of Creative Arts), ahol Ellis Marsalis Jr. is tanította.
1978 és 1980, 1980 és 1982 között Lionel Hampton együttesében játszott. Az Art Blakey Jazz Messengersével 1982-től 1986-ig dolgozott.
Az 1980-as évek végén saját kvartettje volt Blakey és Donald Harrison altszaxofonos részvételével.
1993-ban jelent meg In My Solitude: The Billie Holiday Songbook c. albuma, 1999-ben a Wandering Moon Branford Marsalis és Dave Holland közreműködésével. Ezért az albumért a Down Beat olvasói az év előadójának és trombitásának választották.
Blanchard szerezte Spike Lee számos filmjének zenéjét. 1996-ban a The Heart Speaks című film zenéjét (a brazil Ivan Linsszel) Grammy-díjra jelölték.
Blanchard a Thelonious Monk Institute of Jazz művészeti igazgatója Kaliforniában. 2015-től vendégtanár a Berklee College of Musicban. Tanít a filmzene és rézfúvós osztályokban. 2021-ben az Amerikai Művészeti és Tudományos Akadémia (American Academy of Arts and Sciences) tagjává választották.
2021-ben jelent meg Absence című albuma, amelyért Grammy-jelölést  kapott. Ebben mentorát, Wayne Shortert ünnepelte.
A Fire Shut Up in My Bones című operáját 2021 szeptemberében mutatta be a Metropolitan Opera (az első afroamerikai szerző volt a Metropolitan történetében).
A legjobb trombitaszólisták egyikeként tartják számon.

## Albumok
1984: New York Second Line

1986: Discernment

1986: Nascence

1987: Crystal Stair

1988: Black Pearl

1991: Terence Blanchard

1992: Simply Stated

1993: The Malcolm X Jazz Suite

1994: In My Solitude (The Billie Holiday Songbook)

1995: Romantic Defiance

1996: The Heart Speaks (latino dzsessz)

1999: Jazz in Film

2000: Wandering Moon

2001: Let's Get Lost

2003: Bounce

2005: Flow

2007: A Tale of God's Will (A Requiem for Katrina)

2009: Choices

## Díjak
- Grammy-díjak: 2004, 2007, 2008, 2009, 2019
  - 2019: British Academy Film Awards, jelölés, Legjobb eredeti zene (Csuklyások – BlacKkKlansman)
  - 2021: British Academy Film Awards, jelölés, Legjobb eredeti zene (Az 5 bajtárs)
- 2002: Golden Globe-díj: jelölés, Legjobb eredeti zene (Az utolsó éjjel)

## Filmek
- Terence Blanchard az IMDb-n